# Fornax
Fornax (For), a Fornalha (originalmente, Fornalha química[carece de fontes?]) é uma constelação do hemisfério celestial sul. O genitivo, usado para formar nomes de estrelas, é Fornacis. É uma das 14 constelações criadas pelo astrônomo francês Nicolas Louis de Lacaille no século XVIII. As constelações vizinhas são Eridanus, Cetus, Sculptor e Phoenix.